# Gmina Bijelo Polje
Gmina Bijelo Polje (czar., sr. Општина Бијело Поље / Opština Bijelo Polje) – gmina w Czarnogórze. Jej stolicą jest miasto Bijelo Polje. Znajduje się na północy kraju, przy granicy czarnogórsko-serbskiej.
Gminę zamieszkuje 46,051 ludzi, co stanowi 7,43% ludności państwa.
Przez gminę przebiega Linia kolejowa Belgrad – Bar.

## Struktura demograficzna
Na podstawie spisu powszechnego z 2011 roku:

### Ludność w gminie według płci
| Kobiety | Mężczyźni |
| ------- | --------- |
| 22.847  | 23.204    |
| 49,61%  | 50,39%    |

### Struktura ludności między miastem a wsią
| Miasto | Wsie   |
| ------ | ------ |
| 15.400 | 30.651 |
| 33,44% | 66,56% |

### Grupy etniczne w gminie
| Ludność według kryterium etnicznego (>1%) | Ludność według kryterium etnicznego (>1%) | Ludność według kryterium etnicznego (>1%) | Ludność według kryterium etnicznego (>1%) | Ludność według kryterium etnicznego (>1%) |
| ----------------------------------------- | ----------------------------------------- | ----------------------------------------- | ----------------------------------------- | ----------------------------------------- |
| Narodowość                                |                                           | procent (%)                               |                                           |                                           |
| Serbowie                                  |                                           | 35,96                                     |                                           |                                           |
| Boszniacy                                 |                                           | 27,34                                     |                                           |                                           |
| Czarnogórcy                               |                                           | 19,13                                     |                                           |                                           |
| Muzułmanie z narodowości                  |                                           | 13,00                                     |                                           |                                           |
| reszta                                    |                                           | 2,50                                      |                                           |                                           |
| niezadeklarowani                          |                                           | 2,07                                      |                                           |                                           |
|                                           |                                           |                                           |                                           |                                           |

- Serbowie: 16 562 osoby (35,96%)
- Boszniacy: 12 592 osoby (27,34%)
- Czarnogórcy: 8 808 osób (19,13%)
- Muzułmanie: 5 985 osób (13,00%)
- Pozostali: 1 152 osoby (2,50%)
- Nieokreśleni: 952 osoby (2,07%)

### Grupy językowe w gminie
| Ludność według kryterium językowego (>1%) | Ludność według kryterium językowego (>1%) | Ludność według kryterium językowego (>1%) | Ludność według kryterium językowego (>1%) | Ludność według kryterium językowego (>1%) |
| ----------------------------------------- | ----------------------------------------- | ----------------------------------------- | ----------------------------------------- | ----------------------------------------- |
| Język                                     |                                           | procent (%)                               |                                           |                                           |
| serbski                                   |                                           | 44,99                                     |                                           |                                           |
| czarnogórski                              |                                           | 36,85                                     |                                           |                                           |
| bośniacki                                 |                                           | 12,48                                     |                                           |                                           |
| reszta                                    |                                           | 4,07                                      |                                           |                                           |
| niezadeklarowani                          |                                           | 1,60                                      |                                           |                                           |
|                                           |                                           |                                           |                                           |                                           |

- Język serbski: 20 717 osób (44,99%)
- Język czarnogórski: 16 972 osoby (36,85%)
- Język bośniacki: 5 748 osób (12,48%)
- Pozostałe języki: 1 876 osób (4,07%)
- Nie określono: 738 osób (1,60%)

### Grupy wyznaniowe w gminie
| Ludność według kryterium religijnego (>1%) | Ludność według kryterium religijnego (>1%) | Ludność według kryterium religijnego (>1%) | Ludność według kryterium religijnego (>1%) | Ludność według kryterium religijnego (>1%) |
| ------------------------------------------ | ------------------------------------------ | ------------------------------------------ | ------------------------------------------ | ------------------------------------------ |
| Religia                                    |                                            | procent (%)                                |                                            |                                            |
| Prawosławni                                |                                            | 53,55                                      |                                            |                                            |
| Muzułmanie                                 |                                            | 42,65                                      |                                            |                                            |
| Ateiści i agnostycy                        |                                            | 0,50                                       |                                            |                                            |
| reszta                                     |                                            | 2,70                                       |                                            |                                            |
| niezadeklarowani                           |                                            | 0,92                                       |                                            |                                            |
|                                            |                                            |                                            |                                            |                                            |

- Prawosławni: 24 662 osoby (53,55%)
- Muzułmanie: 19 640 osób (42,65%)
- Ateiści i agnostycy: 85 osób (0,50%)
- Pozostali: 1 242 osoby (2,70%)
- Nieokreśleni: 422 osoby (0,92%)